# Zhang Kexin
Zhang Kexin (ur. 5 czerwca 2002) – chińska narciarka dowolna, specjalizująca się w halfpipe'ie. W Pucharze Świata zadebiutowała 4 lutego 2017 roku w Mammoth Mountain, została jednak zdyskwalifikowana. Pierwsze pucharowe punkty wywalczyła 1 września 2017 roku w Cardronie, zajmując dziewiąte miejsce. Na podium zawodów tego cyklu po raz pierwszy stanęła 8 grudnia 2017 roku w Copper Mountain, kończąc rywalizację na trzeciej pozycji. W zawodach tych wyprzedziły ją tylko Francuzka Marie Martinod i Devin Logan z USA. W klasyfikacji generalnej sezonu 2017/2018 zajęła 15. miejsce, a w klasyfikacji halfpipe'a była trzecia. Identyczny wynik osiągnęła w sezonie 2018/2019. W lutym 2018 roku wystartowała na igrzyskach olimpijskich w Pjongczangu, zajmując dziewiąte miejsce. We wrześniu 2018 roku zdobyła brązowy medal w halfpipie podczas mistrzostw świata juniorów w Cardronie. W lutym 2019 roku zadebiutowała na mistrzostwach świata w Park City, gdzie zajęła ósmą lokatę.

## Osiągnięcia

### Igrzyska olimpijskie
| Miejsce | Dzień     | Rok  | Miejscowość | Konkurencja | Zwycięzca     |
| ------- | --------- | ---- | ----------- | ----------- | ------------- |
| 9.      | 20 lutego | 2018 | Pjongczang  | Halfpipe    | Cassie Sharpe |
| 7.      | 18 lutego | 2022 | Pekin       | Halfpipe    | Eileen Gu     |

### Mistrzostwa świata
| Miejsce | Dzień    | Rok  | Miejscowość | Konkurencja | Zwyciężczyni    |
| ------- | -------- | ---- | ----------- | ----------- | --------------- |
| 8.      | 9 lutego | 2019 | Park City   | Halfpipe    | Kelly Sildaru   |
| 4.      | 4 marca  | 2023 | Bakuriani   | Halfpipe    | Hanna Faulhaber |
| 7.      | 30 marca | 2025 | Engadyna    | Halfpipe    | Zoe Atkin       |

### Puchar Świata

#### Miejsca w klasyfikacji generalnej
- sezon 2017/2018: 15.
- sezon 2018/2019: 15.
- sezon 2019/2020: 9.

Od sezonu 2020/2021 klasyfikacja generalna została zastąpiona przez klasyfikację Park & Pipe (OPP), łączącą slopestyle, halfpipe oraz big air.
- sezon 2021/2022: 10.
- sezon 2022/2023: 10.
- sezon 2023/2024: 53.
- sezon 2024/2025: 33.

#### Miejsca na podium
1. Copper Mountain – 8 grudnia 2017 (halfpipe) – 3. miejsce
2. Secret Garden – 22 grudnia 2017 (halfpipe) – 1. miejsce
3. Secret Garden – 20 grudnia 2018 (halfpipe) – 1. miejsce
4. Calgary – 16 lutego 2019 (halfpipe) – 3. miejsce
5. Mammoth Mountain – 9 marca 2019 (halfpipe) – 3. miejsce
6. Cardrona – 7 września 2019 (halfpipe) – 1. miejsce
7. Calgary – 21 stycznia 2023 (halfpipe) – 3. miejsce